# Liste der Flurnamen in Ahrensfelde
Die Liste der Flurnamen in Ahrensfelde enthält alle bekannten Flurnamen der brandenburgischen Gemeinde Ahrensfelde und ihrer Ortsteile.
| Gemarkung   | Flur        | Flurname                 | Nutzung     | Bemerkung |
| ----------- | ----------- | ------------------------ | ----------- | --------- |
| Ahrensfelde | 1, 2 (Lage) | Lindenberger Feld        | Feld        |           |
| Ahrensfelde | 3 (Lage)    | Hinter den Büschen       | Feld        |           |
| Blumberg    | 3 (Lage)    | Anger                    |             |           |
| Blumberg    | 3 (Lage)    | Der lange Grund          |             |           |
| Blumberg    | 3 (Lage)    | Wälle                    |             |           |
| Blumberg    | 4 (Lage)    | Kietz                    | Feld        |           |
| Blumberg    | 6 (Lage)    | Vierruten                | Feld        |           |
| Blumberg    | 7 (Lage)    | Burgseehufen             | Feld        |           |
| Blumberg    | 8 (Lage)    | Am Papenpfuhl            | Feld        |           |
| Blumberg    | 8 (Lage)    | In den Wörden            | Feld        |           |
| Blumberg    | 8 (Lage)    | Mörchel                  |             |           |
| Blumberg    | 8 (Lage)    | Schleusenseehufen        | Feld        |           |
| Blumberg    | 10 (Lage)   | Kälberkoppel             | Feld        |           |
| Blumberg    | 15 (Lage)   | Gutshof                  | Gutshof     |           |
| Blumberg    | 16 (Lage)   | Jürgenbusch              | Feld        |           |
| Eiche       | 1 (Lage)    | Die großen Stücke        | Solaranlage |           |
| Eiche       | 1 (Lage)    | Grundenden               | Feld        |           |
| Eiche       | 1 (Lage)    | Lehmberge                | Feld        |           |
| Eiche       | 2 (Lage)    | Buchte                   | Siedlung    |           |
| Eiche       | 2 (Lage)    | Die großen Stücke        | Feld        |           |
| Eiche       | 2 (Lage)    | Wörden                   | Siedlung    |           |
| Eiche       | 3 (Lage)    | Höllen-Pfuhl-Enden       | Feld        |           |
| Eiche       | 3 (Lage)    | Mittelfeld               | Feld        |           |
| Eiche       | 3 (Lage)    | Strielaender             | Feld        |           |
| Eiche       | 3 (Lage)    | Tengenruthen             | Feld        |           |
| Lindenberg  | 2, 3 (Lage) | In den hintersten Kaveln | Feld        |           |
| Lindenberg  | 3 (Lage)    | Das faule Luch           | Feld        |           |